# إنابة قضائية
الإنابة القضائية هي طلب رسمي من محكمة لمحكمة أجنبية للحصول على بعض أنواع المساعدات القضائية. وأغلب المعالجات التي تُطلب عن طريق الإنابة القضائية هي تبليغ الإجراءات القضائية والحصول على الأدلة.

## تبليغ الإجراءات القضائية
يجوز للمحاكم إرسال الوثائق للأفراد الموجودين داخل سلطتها القضائية فقط. وأحد استثناءات هذه القاعدة هو الدول التي تتبنى الولاية القضائية العالمية مما يمنح محاكمها سيطرة كلية. وبناء على ذلك فالشخص الذي يحاول أن يتخذ إجراءً ضد شخص آخر في بلد آخر يحتاج لطلب المساعدة من السلطات القضائية في البلد الآخر. وهذا بالطبع يفترض أن المحكمة في بلده لديها السلطة القضائية للاستماع لقضية الدعوى. ومن خلال مثال افتراضي؛ تريد أليس المقيمة في الولايات المتحدة مقاضاة روبرتو المقيم في الأرجنتين. فقامت أليس باستصدار مذكرة الإحضار الخاصة بها في محكمة الولايات المتحدة، وينبغي بعد ذلك التقدم بعريضة للمحكمة في الأرجنتين من خلال الإنابة القضائية لتبيلغ الإجراءات لروبرتو.
إن استخدام الإنابة القضائية لتبليغ الإجراءات القضائية لبدء إجراء محاكمة قائم بدرجة كبيرة في حدود الأمريكتين وبين البلدان في أوروبا وآسيا وأمريكا الشمالية، ويتأثر تبليغ الإجراءات دون اللجوء إلى الإنابة القضائية بموجب نصوص اتفاقية لاهاي لتبيلغ الوثائق.

## الحصول على الأدلة
ومن الأسباب الأخرى لطلب المحكمة الحصول على مساعدة محكمة أجنبية هي الحصول على الأدلة من أحد الشهود. وهذه الأدلة يجوز أن تكون الإجابة على استفسارات فصل نزاع واقعية، أو الاطلاع على وثائق.
فالمحاكم لديها سلطة استدعاء الشاهد من نطاق بلدانها فقط. على سبيل المثال لا يمكن أن تستدعي أليس المقيمة بالولايات المتحدة جين من فرنسا إلى سراي محكمة الولايات المتحدة. ولكن بدلاً من ذلك تقوم محكمة الولايات المتحدة بإصدار إنابة قضائية للمحكمة الفرنسية والتي من ثمّ تحقق مع جين في فرنسا ثم ترسل شهادة إلى المحكمة صاحبة الطلب.
ونتيجة لقدر أهمية الطلبات المرسلة إلى محاكم الولايات المتحدة، استُبدلت الإنابة القضائية لطلب الحصول على الأدلة من خلال جزء كبير من التطبيقات التي تخضع لقانون الولايات المتحدة 28 الفقرة 1782 أو الفقرة 1782 اطلاع.
في العديد من القضايا يرغب الشاهد في الإدلاء بشهادته. ومع ذلك يجوز للمحكمة المقصودة إجبار الشاهد غير الراغب في الامتثال أمام المحكمة على الإدلاء بشهادته.
وعمومًا ستوافق المحكمة المعنية على الطلب إلا إذا شكّل انتهاكًا لسياسة السلطة القضائية المقصودة. على سبيل المثال في الولايات المتحدة من المناسب عادةً في القضية المدنية الحصول على شهادة جميع الشهود المتاحين، ولكن في كندا يجوز طلب شهادة شاهد واحد فقط من كل طرف مع القسم. ومع ذلك يمكن غالبًا أن توافق المحكمة الكندية على طلب شهادة شاهد مع القسم قبل المحاكمة ممن يمكن إجبارهم على الإدلاء بشهادتهم في الولايات المتحدة.

## المعاهدات
في الماضي لم يكن من الممكن عادةً نقل الإنابة القضائية مباشرة بين المحكمتين المعنيتين، وكان ينبغي أن تُنقل عن طريق موظف القنصلية أو القنوات الدبلوماسية والتي قد تجعل العملية تتم ببطء شديد. توجد العديد من المعاهدات الدولية المتعلقة بتبليغ الإجراءات والحصول على الأدلة. وتعتبر معاهدة الإجراءات المدنية لعام 1905، والموقّعة في لاهاي مثالًا على المعاهدات الأولى التي تهدف إلى تبسيط إجراءات الإنابة القضائية. والتي صيغت فقط باللغة الفرنسية ووقعت عليها 22 دولة فقط. أما المعاهدات اللاحقة، والتي أبرمت بعد تأسيس مؤتمر لاهاي للقانون الدولي الخاص والذي كُتب باللغتين الإنجليزية والفرنسية طالبت بالمزيد من الدعم. وأما اتفاقية لاهاي لتبيلغ الإجراءات التي أبرمت عام 1965 فقد مكّنت السلطات المعنية في كل دولة موقّعة من نقل الوثائق لتبيلغ الإجراءات القضائية لبعضها بعضًا مرورًا بالمسار الدبلوماسي. وقد شارك في إبرام هذه الاتفاقية 60 دولة من بينها المملكة المتحدة والولايات المتحدة واللتان لم تشاركا في إبرام معاهدة 1905. وقد تم إبرام معاهدة لاهاي للحصول على الأدلة عام 1970 والتي أصبغت إجراءات الحصول على الأدلة بالصبغة الرسمية. وقد شاركت 43 دولة في إبرام هذه المعاهدة. وبالنسبة للأمور الخاصة الاستثنائية فقط بين الدول الأعضاء بالاتحاد الأوروبي فإن اللائحتين لائحة المجلس (المفوضية الأوروبية) رقم.1348/2000 و1206/2001 حلتا محل معاهدتي لاهاي. وتنطبق هاتان اللائحتان على كل عضو بالدول الأعضاء بالاتحاد الأوروبي باستثناء الدنمارك التي اختارت عدم المشاركة.
وبالنسبة للدول التي لم توقّع على أي معاهدة فلا تزال تعمل بنظام الإنابة القضائية. فعلى سبيل المثال، المدعي في هولندا، والتي وقّعت على اتفاقية لاهاي لتبليغ الإجراءات، قد يحتاج إلى إصدار إنابة قضائية للبرازيل حيث إن الأخيرة لم توقع على الاتفاقية.
تنص الاتفاقية المتعلقة بالمساعدة المتبادلة في المسائل الجنائية بين الدول الأعضاء في الاتحاد الأوروبي المعروضة للتوقيع من قبل أعضاء المجلس الأوروبي في ستراسبوغ في 20 أبريل 1959 على أن الأطراف ينبغي أن يتوافقوا على تقديم أكبر قدر من المساعدة المتبادلة بينهما في جانب الحصول على الأدلة والاستماع للشهود والخبراء والمتهمين وغير ذلك.
وتضع المعاهدة قواعد تنفيذ الإنابة القضائية من قبل سلطات كل طرف ("الطرف المتقدم إليه بالطلب") الذي يهدف للحصول على الأدلة (الاستماع للشهود، والخبراء والمتهمين، والإعلان بصحف الدعوى وأوراق الأحكام القضائية) أو نقل الأدلة (الأوراق والوثائق) في السوابق الجنائية التي قامت بها السلطات القضائية لطرف آخر ("مقدم لطلب").
وتحدد المعاهدة أيضًا المتطلبات التي ينبغي على طلبات الحصول على المساعدة المتبادلة والإنابة القضائية تحقيقها (نقل السلطات، الأساليب، رفض المساعدة المتبادلة).

## وصلات خارجية
- Preparation of Letters Rogatory advice from the U.S. State Department
- United States Attorneys' Manual: Letters Rogatory.
- Inter-American Convention on Letters Rogatory
- Hague Service Convention
- Hague Evidence Convention